# Safira Logan

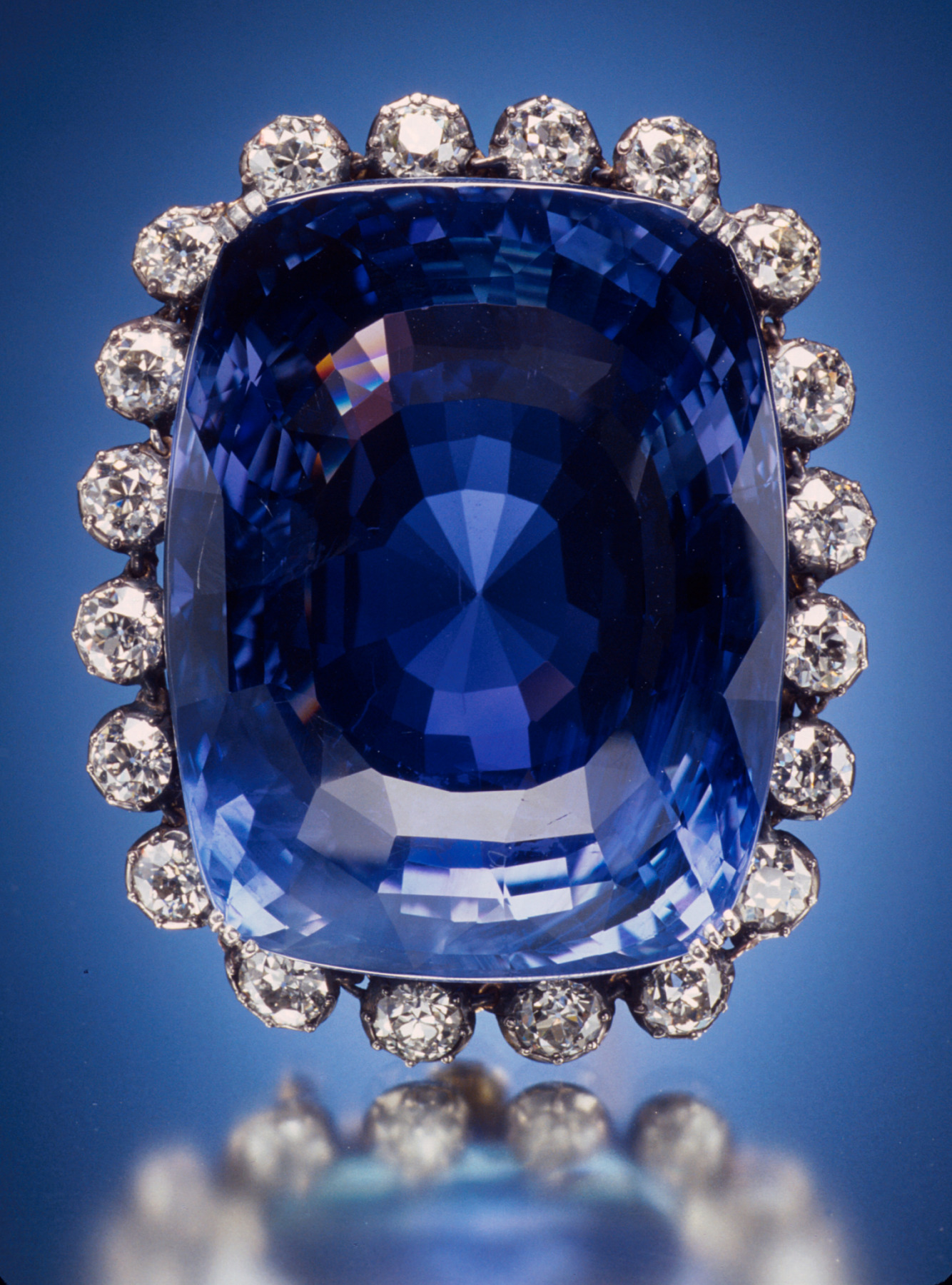
O broche da Safira Logan, Museu Nacional de História Natural, Washington, D.C.

A Safira Logan é uma safira de 422,98 quilates (84,596 g) do Sri Lanka. Uma das maiores safiras azuis facetadas do mundo, foi propriedade de Sir Victor Sassoon [en] e depois comprada por M. Robert Guggenheim [en] como um presente para sua esposa, Rebecca Pollard Guggenheim, que doou a safira para o Smithsonian Institution em 1960. O nome da safira é derivado do novo sobrenome de Rebecca após seu casamento com John A. Logan. Ela é exibida na Coleção Nacional de Gemas do Museu Nacional de História Natural em Washington, D.C., desde 1971. Trata-se de uma safira mista de corte almofadado, do tamanho aproximado de um ovo de galinha grande, incrustada em um broche de prata e ouro cercado por 20 diamantes redondos de lapidação brilhante.

## Descrição
A Safira Logan pesa 422,98 quilates (84,596 g) e tem o tamanho aproximado de um ovo de galinha grande, medindo 49,23 mm × 38,26 mm × 20,56 mm. É uma safira mista de corte almofadado (com formato retangular arredondado) e é azul com leves tons de violeta. O corte foi projetado para realçar sua cor em vez de melhorar seu brilho. Em 1997, o Instituto Gemológico da América [en] determinou que a cor da Safira Logan era natural e que ela não havia sido submetida a tratamento térmico, uma técnica que às vezes é usada para melhorar a cor ou as propriedades mecânicas das pedras preciosas. Ela fluoresce em laranja-avermelhado quando exposta à radiação ultravioleta. Esse fenômeno, bem como os leves tons violetas, indica traços do elemento cromo na estrutura da safira.
A Safira Logan é uma das maiores safiras azuis facetadas do mundo. Inclusões de rutilo, comumente encontradas nas safiras do Sri Lanka, são visíveis no interior da pedra preciosa. Ela é incrustada em um broche de prata e ouro e cercada por 20 diamantes redondos de lapidação brilhante. No total, os diamantes pesam aproximadamente 16 quilates (3,2 g). Os diamantes provavelmente foram retirados de um bracelete ou colar antigo. Um artigo de 1958 no Ladies' Home Journal, escrito por Rebecca Pollard Guggenheim, sua proprietária na época, sugere que ele foi colocado no broche algum tempo depois que ela o adquiriu vários anos antes, mas não se sabe mais detalhes sobre sua colocação.

## História

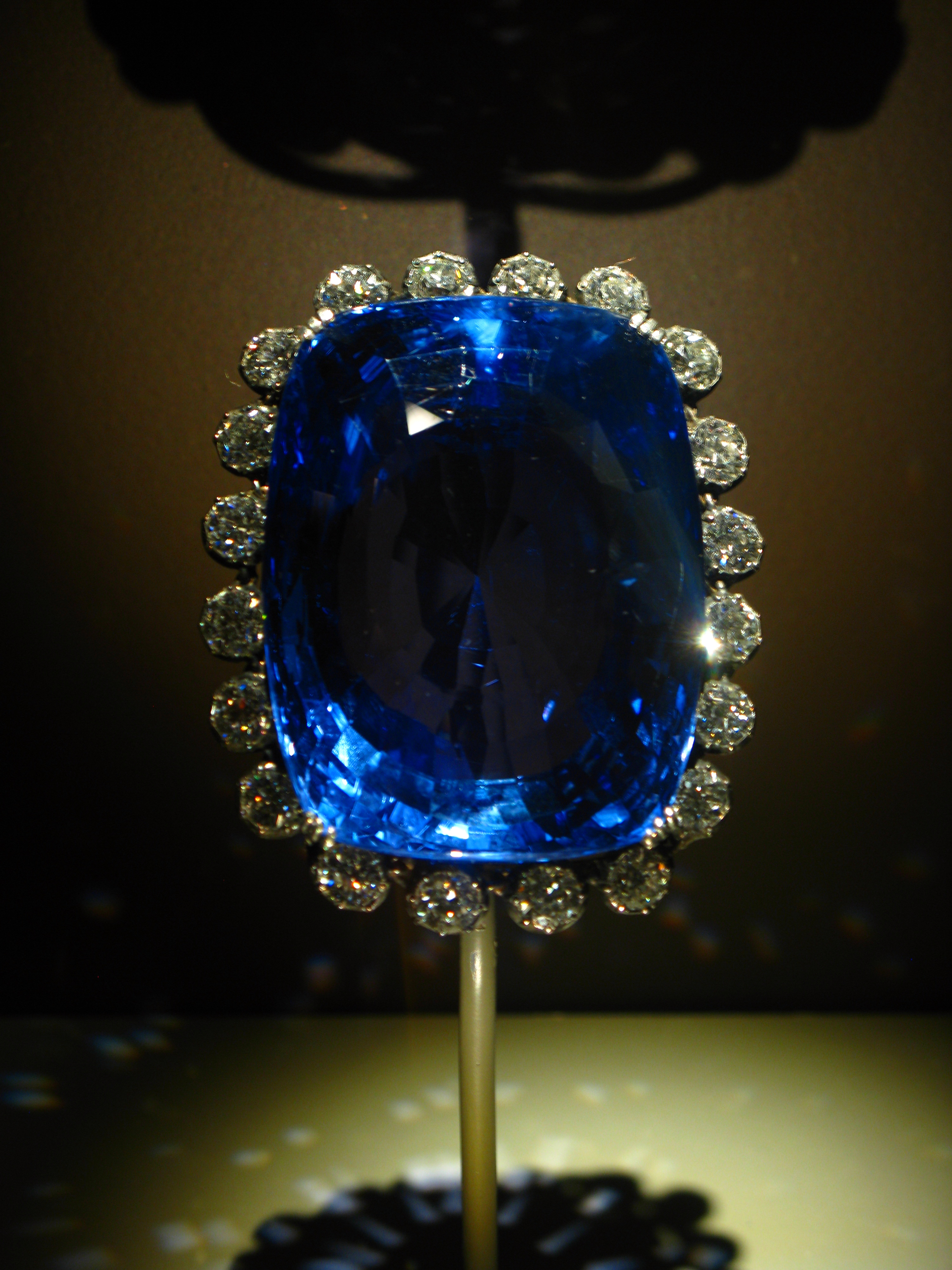
A Safira Logan em exibição.

A safira foi extraída do Sri Lanka. É uma “safira do Ceilão”, um termo derivado do antigo nome do Sri Lanka, e provavelmente é originária de Ratnapura, conhecida como a “Cidade das Gemas”. Um joalheiro de Nova York que possuía a safira alegou que seu primeiro proprietário foi um nativo do Sri Lanka que foi decapitado por esconder sua descoberta de seu líder. No entanto, é provável que essa história tenha sido inventada. Um dos primeiros proprietários da safira foi Sir Victor Sassoon, 3º Baronete de Bombaim, membro da rica família Sassoon [en]. De acordo com o Smithsonian Institution, os Sassoon podem ter adquirido a safira de um marajá indiano. Ela foi exibida na Feira Mundial de Nova York de 1939-1940. Sassoon planejou leiloar a safira em 1941 para arrecadar dinheiro para o esforço de guerra britânico durante a Segunda Guerra Mundial, mas o leilão não ocorreu.
No início da década de 1950, o diplomata americano M. Robert Guggenheim comprou a safira de Sassoon. Ele a deu para sua esposa, Rebecca Pollard Guggenheim, como presente de Natal e aniversário em 1952. No Ladies' Home Journal, ela relembrou sua reação ao vê-la: “Eu simplesmente fiquei impressionada. [...] Simplesmente não é uma pedra que você possa usar casualmente. Tudo o que eu conseguia pensar era: nunca poderei usá-la. E, claro, eu a amava”. Ela costumava usá-la em um clipe em eventos formais, mas a safira era tão pesada que ela tinha que usá-la com uma alça de ombro. Em dezembro de 1960, um ano após a morte de Robert, Rebecca doou quatro sétimos da safira ao Smithsonian Institution, e a parte restante no ano seguinte. Essa transação foi feita apenas por escritura; a safira não foi dividida fisicamente e não foi exibida publicamente até quase uma década depois. Ela queria que a safira fosse reservada para ser usada apenas pela Primeira-Dama dos Estados Unidos “em ocasiões de Estado e outras ocasiões que possam ser apropriadas”, embora nunca tenha sido usada para esse fim.
Rebecca Guggenheim mudou seu sobrenome para Logan em 1962, depois de se casar com John A. Logan, um consultor de administração, e a safira ficou conhecida como “Safira Logan”. Foi o primeiro de vários presentes de doadores ricos que vieram após a aquisição do Diamante Hope pelo Smithsonian Institution em 1958; o outro foi o Colar de Diamantes de Napoleão [en]. A Safira Logan foi fisicamente transferida para o Smithsonian Institution em abril de 1971. De acordo com Paul Desautels, curador do museu na época, Logan finalmente se separou da safira porque ela a lembrava dos casos extraconjugais de seu falecido marido.
Desde 1971, a Safira Logan está em exibição na Coleção Nacional de Gemas do Museu Nacional de História Natural em Washington, D.C. (número de catálogo NMNH G3703-00). É a maior e mais pesada gema montada da coleção.